# Свети Димитър (Грачани)
Вижте пояснителната страница за други значения на Свети Димитър.
„Свети Димитър“ (на гръцки: Ναός Αγίου Δημητρίου) е средновековна православна църква в местността Грачани край южномакедонския град Велвендо, Егейска Македония, Гърция, част от Сервийската и Кожанска епархия.
Църквата е построена в края на XIV – началото на XV век. В архитектурно отношение представлява малка трикорабна базилика с дървен покрив. В храма се пазят изключително ценни изящни стенописи в наоса и в нартекса, както и на външните стени. Стенописите са от три фази. Най-старите са тези отвън на южната страна – от стария храм от XV век. Следващите са тези на външната западна стена и са от средата на XVI век. И накрая са тези източната стена на църквата – от около 1630 година. С голяма стойност е и иконостасът, събран от иконостаси от различни епохи. Царските двери се пазят в енорийската църква „Успение Богородично“ (1807) и е украсена със стилизирани птици и цъфтящи клонове обграждащи фигурите на Света Богородица и Архангел Гавриил. В централната църква от съображение за сигурност се съхраняват и две ценни икони от „Свети Димитър“, датирани в XVI век – на Архангелите Михаил и Гавриил, които държат образа на Христос Емануил и Гостоприемството на Авраам. Там са и иконите на Свети Николай, Йоан Кръстител, Богородица Пътеводителка и Исус Христос Спасител.